# Плоский модуль
Плоский модуль над кольцом R — это такой модуль, что тензорное умножение на этот модуль сохраняет точные последовательности. Модуль называется строго плоским, если последовательность тензорных произведений точна тогда и только тогда, когда точна исходная последовательность.
Векторные пространства, свободные и, более общо, проективные модули являются плоскими. Для конечнопорождённых модулей над нётеровыми кольцами плоские модули — то же самое, что проективные модули. Для конечнопорождённых модулей над локальными кольцами все плоские модули свободны.
Понятие плоского модуля было введено Серром в 1955 году.

## Определение
Можно дать несколько эквивалентных определений плоского модуля.
- (Левый) {\displaystyle R}-модуль {\displaystyle M} называется плоским тогда и только тогда, когда функтор {\displaystyle N\mapsto M\otimes _{R}N} является точным.
- Поскольку функтор тензорного произведения всегда точен справа, предыдущее требование можно ослабить. А именно, {\displaystyle R}-модуль {\displaystyle M} является плоским, если для любого инъективного гомоморфизма {\displaystyle R}-модулей {\displaystyle \phi :K\to L} индуцированное отображение {\displaystyle F_{M}(\phi ):M\otimes _{R}K\to M\otimes _{R}L} также инъективно.
- Модуль {\displaystyle M} является плоским, если каждого конечнопорождённого идеала в кольце {\displaystyle R} (с естественным вложением {\displaystyle I\hookrightarrow R}) индуцированное отображение {\displaystyle I\otimes _{R}M\to R\otimes _{R}M\cong M} инъективно.

## Свойства плоских модулей над коммутативным кольцом
Для любой мультипликативной системы S кольца R кольцо частных S−1R является плоским R-модулем.
Конечнопорождённый модуль является плоским тогда и только тогда, когда он является локально свободным. Локально свободный модуль над кольцом R — это такой модуль M, что его локализация по любому простому идеалу {\displaystyle M_{\mathfrak {p}}} является свободным модулем над кольцом частных {\displaystyle R_{\mathfrak {p}}}.
Если кольцо S является R-алгеброй, то есть существует гомоморфизм {\displaystyle f:R\to S}, имеет смысл спросить, является ли эта алгебра плоским R-модулем. Оказывается, что S является строго плоским модулем тогда и только тогда, когда каждый простой идеал кольца R является прообразом под действием f некоторого простого идеала из S, то есть когда отображение {\displaystyle f^{*}\colon \mathrm {Spec} (S)\to \mathrm {Spec} (R)} сюръективно (см. статью Спектр кольца).
Плоские модули можно указать на следующей цепочке включений:
Модули без кручения ⊃ плоские модули ⊃ проективные модули ⊃ свободные модули.
Для некоторых классов колец верны и обратные включения: например, каждый модуль без кручения над дедекиндовым кольцом является плоским, плоский модуль над артиновым кольцом является проективным и проективный модуль над областью главных идеалов (или над локальным кольцом) является свободным.

## Категорные копределы
Прямые суммы и прямые пределы плоских модулей являются плоскими. Это следует из того факта, что тензорное произведение коммутирует с прямыми суммами и прямыми пределами (более того, оно коммутирует со всеми копределами). Подмодули и фактормодули плоского модуля не обязательно являются плоскими (например, плоским не является модуль Z/2Z). Однако если подмодуль плоского модуля является в нём прямым слагаемым, то фактор по нему является плоским.
Модуль является плоским тогда и только тогда, когда он является прямым пределом конечнопорождённых свободных модулей. Из этого следует, в частности, что каждый конечно представленный плоский модуль является проективным.

## Гомологическая алгебра
Свойство «плоскости» модуля можно выразить при помощи функтора Tor, левого производного функтора для тензорного произведения. Левый R-модуль M является плоским тогда и только тогда, когда TornR(-, M) = 0 для всех {\displaystyle n\geq 1} (то есть когда TornR(X, M) = 0 для всех {\displaystyle n\geq 1} и всех правых R-модулей X), определение плоского правого модуля аналогично. Используя этот факт, можно доказать несколько свойств короткой точной последовательности модулей:
{\displaystyle 0\longrightarrow A{\stackrel {f}{\longrightarrow }}B{\stackrel {g}{\longrightarrow }}C\longrightarrow 0}
- Если A и C плоские, то и B плоский.
- Если B и C плоские, то и A плоский.

Если A и B плоские, C в общем случае не является плоским. Однако
- Если A — прямое слагаемое модуля B и B плоский, то A и C плоские.

## Плоские резольвенты
Плоская резольвента модуля M — это резольвента вида
… → F2 → F1 → F0 → M → 0
где все Fi плоские. Плоские резольвенты используются при вычислении функтора Tor.
Длина плоской резольвенты — это наименьший индекс n, такой что Fn не равен нулю Fi=0 для всех i, большах n. Если модуль M допускает конечную плоскую резольвенту, её длина называется плоской размерностью модуля., в противном случае говорят, что плоская размерность бесконечна. Например, если модуль M имеет плоскую размерность 0, то из точности последовательности 0 → F0 → M → 0 следует, что M изоморфен F0, то есть является плоским.